# Bí mật dưới đáy biển
Bí mật dưới đáy biển (tựa gốc tiếng Anh: Fool's Gold) là phim điện ảnh phiêu lưu-lãng mạn của Mỹ năm 2008 do Andy Tennant đạo diễn, kể về một cặp đôi vừa ly hôn đã nhen nhóm lại cuộc sống hôn nhân của họ khi đang tìm kiếm một kho báu bị mất tích. Phim đánh dấu sự tái hợp giữa Matthew McConaughey và Kate Hudson kể từ How to Lose a Guy in 10 Days. Phim khởi chiếu ở Việt Nam vào ngày 25 tháng 4 năm 2008.